# Zöld tölgycincér
A zöld tölgycincér (Callimus angulatus) a cincérfélék családjába tartozó, Eurázsiában és Észak-Afrikában honos, lombos fákon, cserjéken élő bogárfaj. 

## Megjelenése
A zöld tölgycincér testhossza 7-10 mm. Testalkata karcsú, megnyúlt. A szárnyfedők oldalvonala párhuzamos vagy kissé homorú. Teste egyszínű fémeszöld vagy fémeskék. A csápok a tőíz kivételével feketék vagy barnák. Előtora olyan hosszú, mint amilyen széles; kétoldalt és középen a tövénél nagy, sima dudorok láthatók; a többi részén durván pontozott, nagyon hosszú, felálló szőrökkel. Fényes szárnyfedői durván és sűrűn pontozottak. A hím potrohának 2. szelvényén széles, aranysárga szőrkefe található. Lábainak hosszú szőrei elállók. 

## Elterjedése és életmódja
Eurázsiában (az Ibériai-félszigettől Kis-Ázsián keresztül Észak-Iránig) és Észak-Afrikában honos. A Brit-szigetekről és Skandináviából hiányzik. Magyarországon nem ritka, a hegy- és dombvidékek lakója. 
A meleg és száraz élőhelyeket kedveli. Lárvája különféle lombos fák (többnyire tölgy, de bükk, gyertyán, kőris, galagonya, stb. is) nemrég elhalt vékonyabb (2-8 cm átmérőjű) ágaiban fejlődik. A kéreg alatt kezd rágni, majd kifejlődve mélyebbre hatol a fába. Fejlődése 1-2 évig tart. Nyár végén, ősszel bebábozódik, pár hét múlva kikel az imágó, amely a bábkamrában telel. A bogár április-júliusban rajzik. Nappal aktív, főleg virágzó bokrokon, fákon (berkenye, vadrózsa, galagonya, tölgy, stb) tartózkodik. 

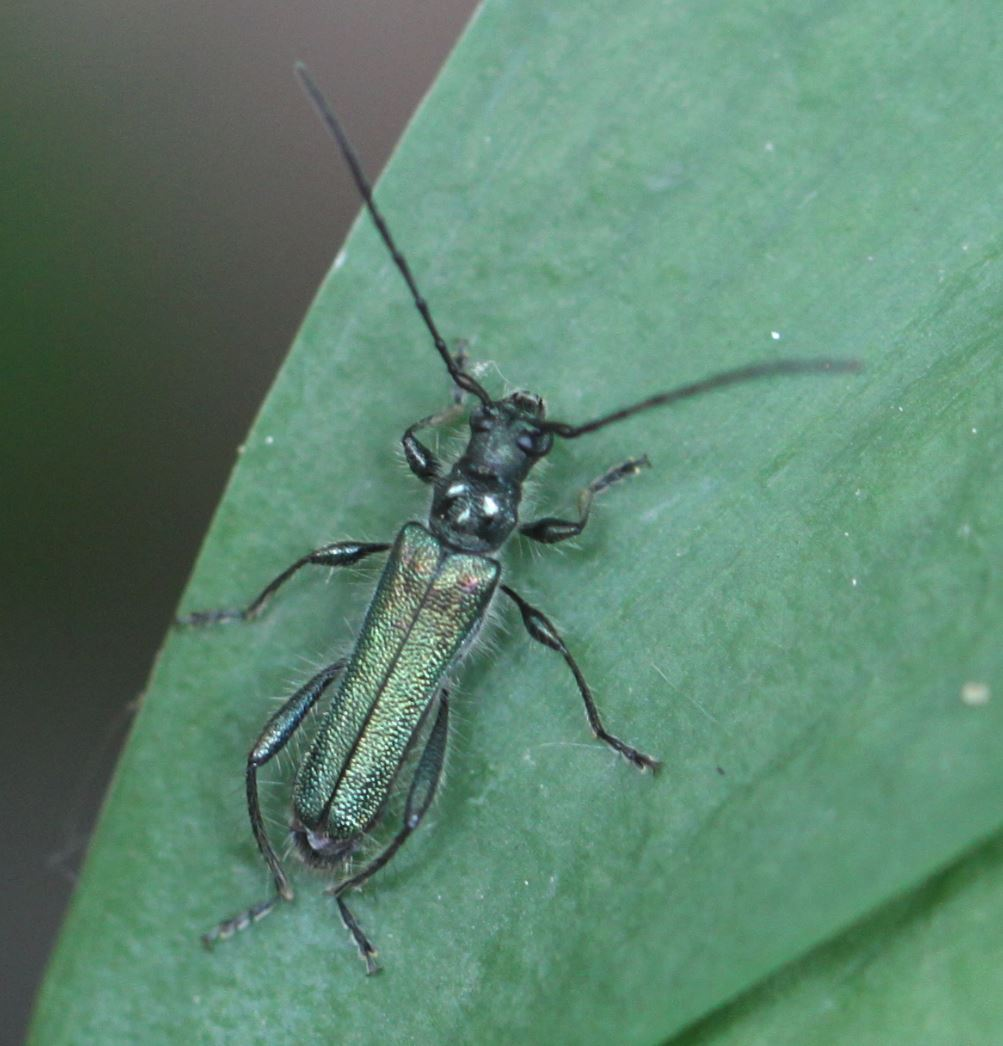
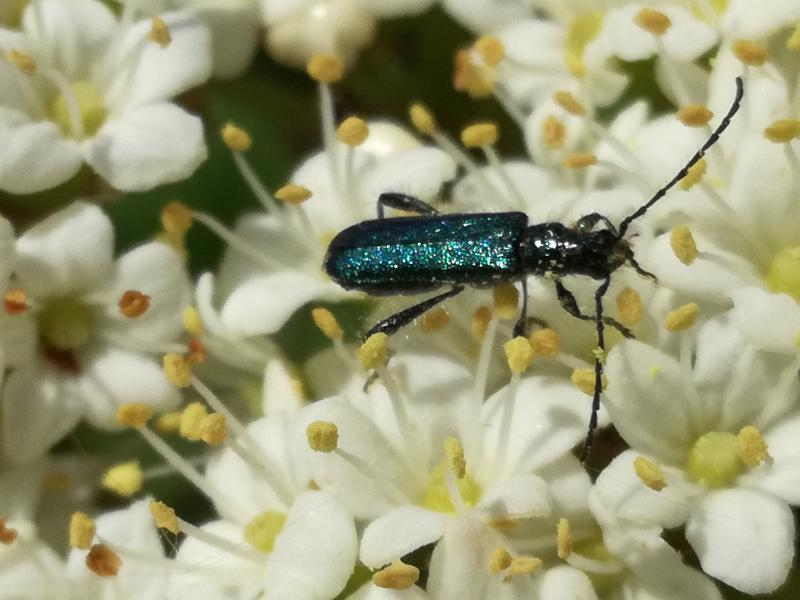
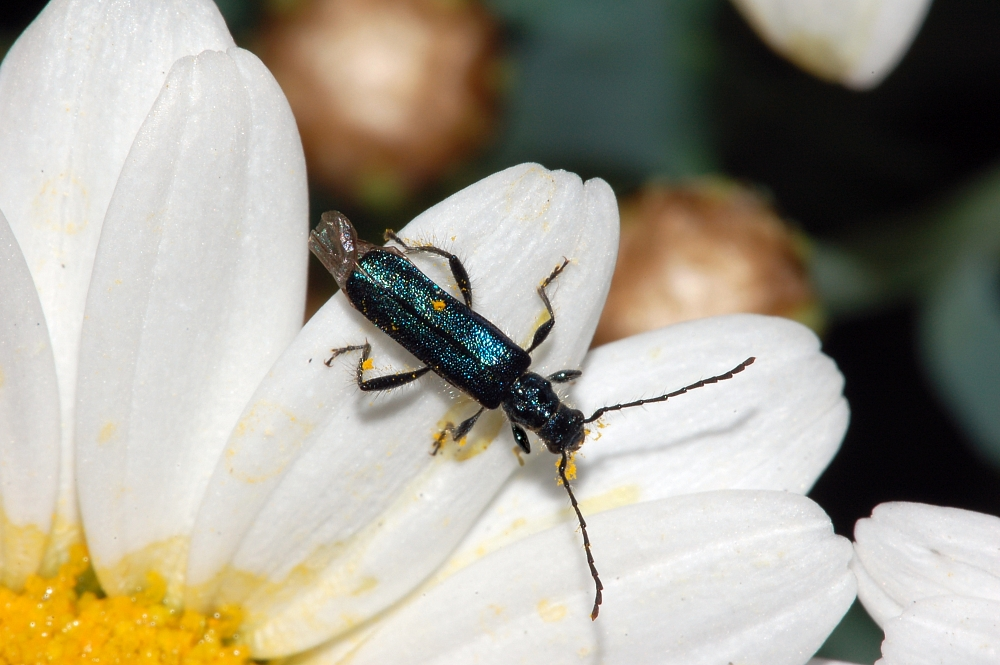
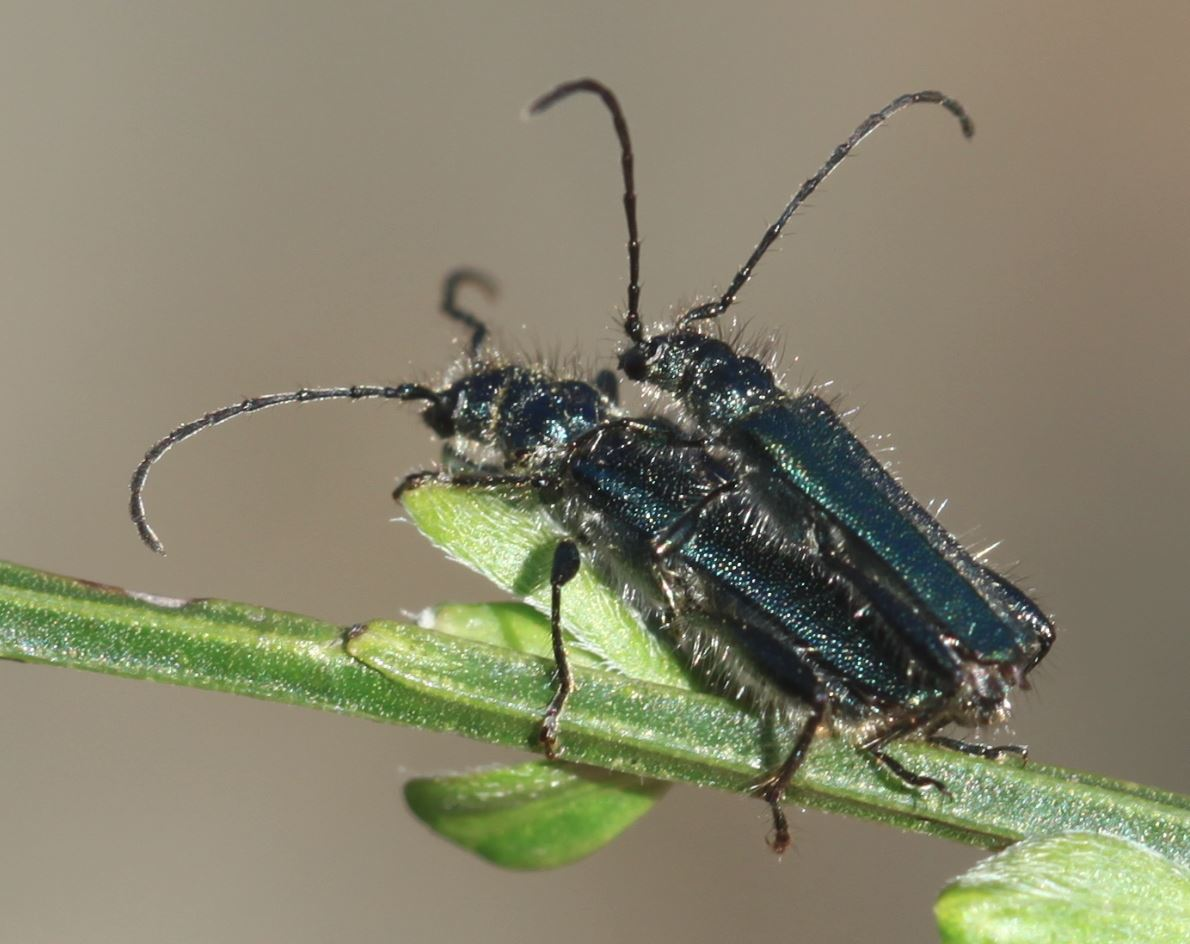

Magyarországon nem védett.